# Pariser Einzugsmarsch

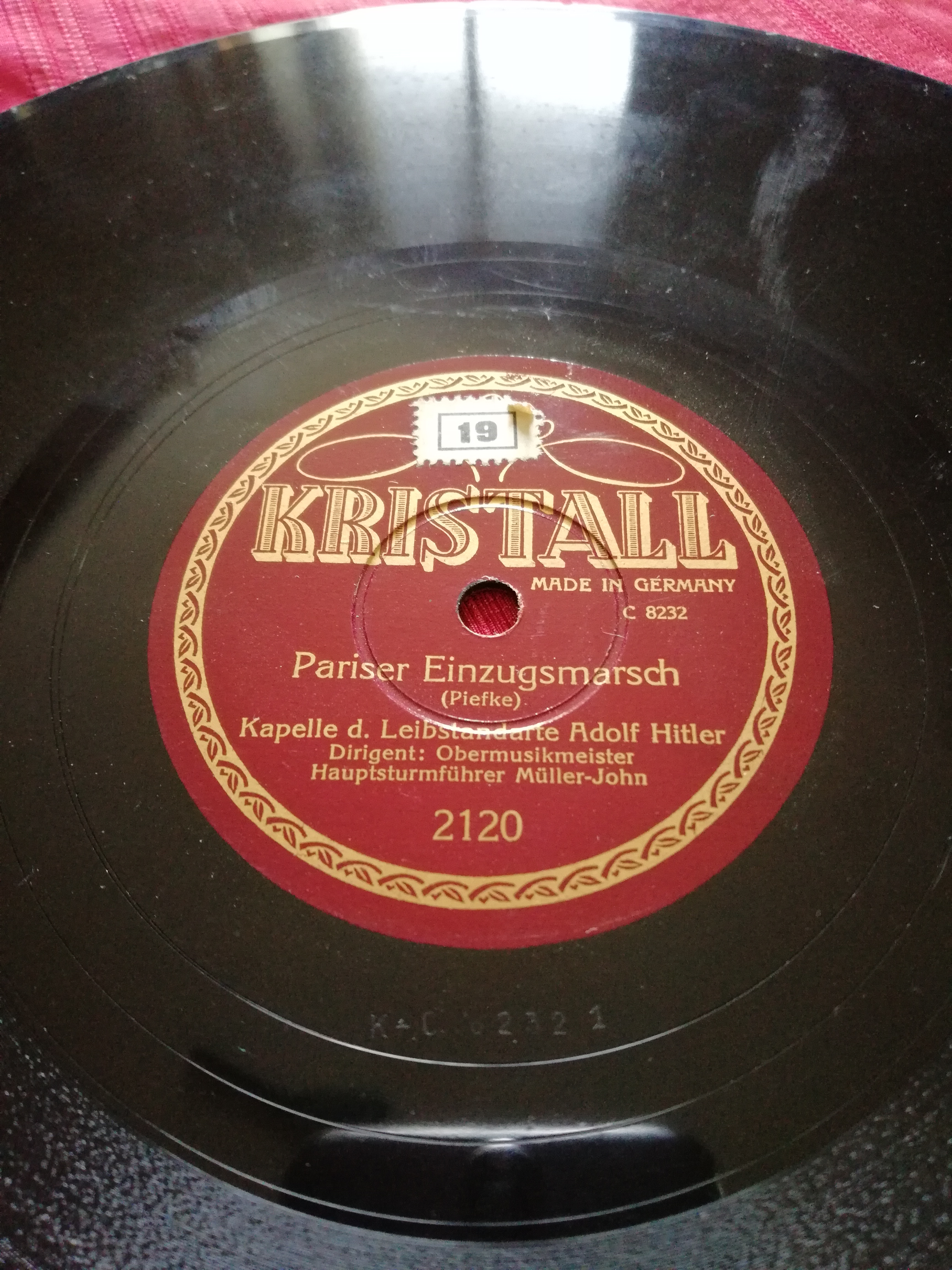
Schallplatte Pariser Einzugsmarsch, Kapelle d. Leibstandarte Adolf Hitler / Dirigent: Obermusikmeister Hauptsturmführer Müller-John – hier Neukomposition von Piefke

Der Pariser Einzugsmarsch (Armeemarsch II, 38) ist ein Trabmarsch der Kavallerie.

## Geschichte
Der Marsch wurde von Johann Heinrich Walch komponiert und war wohl schon um 1800 in Frankfurt am Main bekannt. Am  31. März 1814 wurde er in Anwesenheit  von Kaiser Franz I., Zar Alexander I. und König Friedrich Wilhelm III. beim Einzug der verbündeten Truppen in Paris am Ende des Sechsten Koalitionskrieges gespielt. In der Wehrmacht war er der Marsch der fliegenden Verbände der Luftwaffe.
Aufgrund des Titels wurde der Marsch während der Zeit des Kaiserreichs, aber auch noch später während der Weimarer Republik und des Dritten Reiches zu einem populären Symbol der deutsch-französischen „Erbfeindschaft“. Wie 1814 erklang der Marsch am 14. Juni 1940 beim Einmarsch deutscher Truppen in Paris während des Westfeldzugs.
In der Bundeswehr wird der Pariser Einzugsmarsch aufgrund seiner teilweise problematischen Geschichte und des Titels nur sehr selten öffentlich aufgeführt, in jüngerer Zeit findet er sich allerdings wieder häufiger auf Tonträgern deutscher Musikkorps. Im Ausland ist er vor allem in Russland populär, dort gehört er seit 1814 zum traditionellen Repertoire der Militärmusik.